# Paul Rassinier
Paul Rassinier (* 18. März 1906 in Bermont; † 27. Juli 1967 in Paris) war ein französischer Politiker, Pazifist und Professor für Geschichte, Geographie und Literatur. Nachdem er im Zweiten Weltkrieg Gefangener in Buchenwald und Dora-Mittelbau gewesen war, wurde er nach dem Krieg zu einem Geschichtsrevisionisten und Holocaustleugner. In Frankreich gilt er als einer der Begründer des Negationismus.

## Leben
Rassinier trat 1922, im Alter von 16 Jahren, der Kommunistischen Partei Frankreichs bei, entwickelte schon sehr bald seine Doktrin eines vollkommenen Pazifismus und eines nicht auf Verstaatlichung gerichteten Sozialismus. Damit kam er in Opposition zur Linie der Partei und wurde 1932 ausgeschlossen. Von 1933 bis 1943 war Rassinier Professor für Geschichte am Collège d’enseignement général in Belfort.
1934 wurde er Mitglied der Föderation der sozialistischen Partei SFIO im Département Territoire de Belfort und war zeitweise dessen stellvertretender Vorsitzender; innerhalb der SFIO gehörte er zum pazifistischen Flügel um Charles Spinasse, einer Gruppierung, welche eher zu einer Verständigung mit Hitler als zu einem Krieg gegen das Dritte Reich bereit war. Die Vertretung seiner Gedanken über den vollkommenen Pazifismus brachte ihn in Widerstreit mit dem damaligen Ministerpräsidenten Édouard Daladier.
Mit Beginn der Besetzung Frankreichs durch deutsche Truppen wirkte er am Aufbau der nichtkommunistischen Résistancegruppe Libération-Nord mit und war darum bemüht, hier den Gedanken des Verzichts auf Gewaltanwendung einzubringen. Zu diesem Zweck gab er die illegale Zeitung La quatrième republique heraus.
Die Gestapo verhaftete ihn am 30. November 1943 und internierte ihn zunächst im Konzentrationslager Buchenwald und dann von April 1944 bis zur Befreiung im April 1945 im Außenlager Dora.
Nach Kriegsende, durch seine stark angeschlagene Gesundheit gezeichnet – er war zu 100 % Invalide – trat er wieder an der Spitze der Sozialistischen Partei des Bezirks Belfort an, kam im Herbst 1946 als Nachrücker für einen Parteifreund ins Parlament und wurde mit der Anerkennungsmedaille in Gold und der höchsten Dekoration der Widerstandsbewegung, der Rosette in Hochrot ausgezeichnet. Es kam zum Eklat, als er erklärte, dass er in der Widerstandsbewegung die meisten der Männer, die heute in ihrem Namen sprächen, niemals getroffen habe. Somit wandte er sich gegen den Anspruch dieser seiner Meinung nach angeblichen Widerstandskämpfer, die Petainisten und Kollaborateure unterdrücken zu dürfen, was ihn einen Großteil seiner Beliebtheit kostete. Nach schweren Auseinandersetzungen mit den Kommunisten wurde Rassinier in die Zweite Verfassunggebende Versammlung gewählt und trat auch im Parlament gegen die Anwendung des Hasses als Leitmotiv der Verfolgung eines Teils der französischen Bevölkerung auf. Dies bezog sich auf die Säuberungen (épurations) nach Kriegsende.
Bei den Wahlen zur Nationalversammlung im November 1946, bei denen Rassinier einen harten und mit antisemitischen Tönen unterlegten Wahlkampf führte, verlor er sein Mandat an den linksliberalen Bürgermeister von Belfort, Pierre Dreyfus-Schmidt.

## Geschichtliches Wirken
1948 veröffentlichte Rassinier sein Buch Le passage de la ligne („Die Grenzüberschreitung“), das später in überarbeiteter Form als Le Mensonge d’Ulysse („Die Lüge des Odysseus“, auf Deutsch 1959 gedruckt) erschien. In diesem Buch ging Rassinier von der Existenz der Gaskammern in den Konzentrationslagern aus, bestritt aber die Zahl der Opfer des Massenvernichtungsprogramms, da er selbst nie eine Gaskammer oder gar Tötungen in einer solchen gesehen habe und auch, wie er sagt, seine Mithäftlinge nicht, obwohl einige dies später behaupteten. Er schreibt zum Beispiel:

„Meine Meinung über die Gaskammern? Es waren welche vorhanden, aber nicht so viele, wie angenommen wird. Vernichtungen vermöge dieses Mittels fanden auch statt, doch nicht so viele, wie gesagt wird. Die Zahl vermindert bestimmt nicht ihre Schreckensnatur, doch die Tatsache, dass es sich um eine Maßnahme handelt, die von einem Staat im Namen einer Philosophie oder Doktrin angeordnet wurde, würde diese Natur bedeutend erhöhen. Muss zugegeben werden, dass es sich so verhielt? Es ist möglich, aber nicht gewiss. Die Beziehung von Ursache und Wirkung zwischen dem Vorhandensein von Gaskammern und den Vernichtungen ist durch die von Eugen Kogon veröffentlichten Texte nicht einwandfrei sicher festgestellt worden, und ich fürchte, dass die weiteren, auf die er sich, ohne sie zu zitieren, bezieht, sie noch weniger festigen.“

Zu diesem Schluss kommt er auch, da „in der ganzen Literatur über die Konzentrationslager und auch vor dem Gericht in Nürnberg kein Dokument beigebracht werden konnte, aus dem hervorginge, dass in den deutschen Konzentrationslagern auf Anordnung der Regierung Gaskammern in der Absicht eingerichtet worden waren, sie zur Massenvernichtung von Häftlingen zu benutzen“. Außerdem würden, wie er in dem Buch darlegt, einige seiner ehemaligen Mithäftlinge die Schrecken und allgemeinen Zustände des Konzentrationslagers, die er im Übrigen nicht leugnet, teilweise übertrieben oder verzerrt darstellen, oder in einigen Fällen gar komplett erfinden. Des Weiteren behauptet er, dass ein Großteil der Misshandlungen und Todesfälle eben nicht durch die SS oder auf ihre Anweisung hin geschahen, sondern von Häftlingen, die Kapos, Blockältesten, Vorarbeiter, Stubendienste etc. waren, selber begangen wurden. In dieser eigenen Täterschaft bzw. ihrer Leugnung oder Verdrängung sieht er auch eines der Motive für Falschdarstellungen und Übertreibungen von ehemaligen Häftlingen, die damit versuchten von sich und ihrer Verwicklung in Grausamkeiten abzulenken.
1960 veröffentlichte er das Nachfolgebuch Ulysse trahi par les siens („Was nun, Odysseus?“), in dem er u. a. einen Briefwechsel und Streit um Tatsachenmaterialien mit Eugen Kogon einbrachte. Hier bemerkte er auch, dass Konzentrationslager keine neue Erfindung waren, sondern: „Die Historiker nämlich […] begannen nun zu schreiben, […] daß die Engländer sie schon Ende des vorigen Jahrhunderts gegen die Buren benutzt hätten, daß die Franzosen 1938 die geflohenen Spanier darin untergebracht hätten, daß die Russen sich ihrer seit 1917 bedienten.“
1964 veröffentlichte er Le drame des juifs européens („Das Drama der Juden Europas“), weitere holocaustleugnende Werke erschienen postum, unter anderem zahlreiche Schriften in englischer Sprache, die unter dem Titel Debunking the Genocide Myth vom revisionistischen Buchversand und Verlag Noontide Press verlegt wurden.

## Freispruch
Es dauerte sechs Jahre, bis Rassinier seine Angaben, besonders die in Le Mensonge d’Ulysse („Die Lüge des Odysseus“), vor mehreren Instanzen der französischen Gerichtsbarkeit durchfocht – auf Klagen der verschiedenen Organisationen der Widerstandskämpfer – und die Beweise für die Richtigkeit bot, bis die Strafkammer des Kassationshofes als die oberste Instanz alle früheren Urteile vom 2. November 1951 aufhob und ihn freisprach. In einer Pressemeldung vom 24. März 1954 heißt es dazu:
„Das oberste Gericht wirft dem Urteilsspruch vor:
1. Auf strafrechtlichem Gebiet die Delikte der Beleidigung festgestellt zu haben, während die in diesem Buche enthaltenen Kritiken an Patrioten zwar ungerecht und übelwollend sind, aber einen allgemeinen Charakter haben und sich gegen keine bestimmte Person richten.
2. Auf dem Zivilgebiet die Handlungsweise der F.N.D.R. (Nationale Vereinigung der Verschickten und Widerstandskämpfer) als zulässig erklärt zu haben, während es in dem Buche auf diese Organisation nicht unmittelbar abgesehen war und keines ihrer Mitglieder persönlich angegriffen worden ist.“

„Das Gericht betont zwar, dass die in diesem Buche enthaltenen Kritiken an Patrioten ungerecht und übelwollend sind‘, da aber eine Kritik immer für jemanden ‚ungerecht und übelwollend‘ ist, leitet der Verfasser daraus ohne weiteres ein Recht ab.“
Damit hatte Rassinier zahlreiche Behauptungen aufgestellt, die, obwohl sie in den Folgejahren faktisch widerlegt werden konnten, zum Bestandteil des Standardrepertoire des Negationismus wurden. In Deutschland beruft sich unter anderem der Geschichtsrevisionist und Holocaust-Leugner Germar Rudolf ausdrücklich auf Rassinier.

## Auschwitz-Prozess
Ende 1963 wollte er in Frankfurt an dem ab dem 20. Dezember abgehaltenen Prozess gegen das Auschwitz-Wachpersonal teilnehmen. Er wurde jedoch als in der Bundesrepublik Deutschland unerwünschte Person nach Frankreich abgeschoben.

## Werke (Auswahl)
- Die Lüge des Odysseus. Die Wahrheit kommt ans Licht. Verlag K. H. Priester, Wiesbaden 1959.
- Was nun Odysseus? Zur Bewältigung der Vergangenheit. Verlag K. H. Priester, Wiesbaden 1960.
- Zum Fall Eichmann – Was ist Wahrheit? oder Die unbelehrbaren Sieger. Druffel-Verlag, Leoni 1963. Ab 1968 unter dem Titel: Was ist Wahrheit? Die Juden und das Dritte Reich.
- Das Drama der Juden Europas. Hans Pfeiffer Verlag, Hannover 1965.
- Operation „Stellvertreter“. Huldigung eines Ungläubigen (mit Jutta Groll). Damm, München 1966.
- Les responsables de la Seconde Guerre mondiale. Nouvelles Éditions latines, 1967. In deutscher Übersetzung als:

Die Jahrhundert-Provokation – Wie Deutschland in den zweiten Weltkrieg getrieben wurde. Mit einem Nachwort des Privathistorikers und Holocaustleugners David Irving. Grabert-Verlag, Tübingen 1989, ISBN 3-87847-100-9.
- Der Fall Rassinier. Ein Prozeß um das Buch „Was ist Wahrheit?“ Dokumentation, Druffel-Verlag, Leoni 1971.